# GUT (zespół muzyczny)
GUT – niemiecki gore/porngrindowy zespół, obecnie zawierający w swojej muzyce także wpływy hip-hopu, hardcore punk'u i muzyki elektronicznej.

## Skład zespołu
- Torturer of Lacerated and Satanic Tits - gitara, wokal
- Organic Masturbator of 1000 Splatter Whores - perkusja, wokal
- Spermsoaked Consumer of Pussy Barbecue - wokal, programowanie

## Dyskografia
- Drowned in Female Excrements Demo
- Spermany's Most Wanted 7" EP
- Hyper-Intestinal Vulva Desecration 7" EP
- Assyfied/Pussyfied 7" EP
- Want Some Nuke or Gut? Split Cassette with Nuke
- Gefotzt Gefistelt Promo Cassette
- Twat Enema Split 7" with Gore Beyond Necropsy
- Split 7" EP with Morphea
- Fistful of Sperm Split 7" EP with Brain Damage
- Cripple Bitch Split 7" EP with Retaliation
- Odour of Torture CD
- Enter the Painroom Split 7" EP with Dead
- The Singles Collection CD
- Odour of Torture CD Rerelease
- The Cumback 2006 CD
- Pimps of Gore 7" EP / MCD
- Girls on Acid split 7" EP with Rompeprop
- Hooker Ballett split MCD with Gonorrhea Pussy
- Gigolo Warfare split MCD with Distorted Impalement